# Alex Vogel
Alex Vogel (* 30. Juli 1999 in Frauenfeld) ist ein Schweizer Radrennfahrer.

## Sportliche Laufbahn
2017 errang Alex Vogel bei den Junioren-Europameisterschaften jeweils Bronze im Omnium und mit Scott Quincey, Mauro Schmid und Valère Thiébaud in der Mannschaftsverfolgung. Bei den Junioren-Weltmeisterschaften im selben Jahr stellte der Schweizer Junioren-Vierer mit Vogel mit 4:04,299 Minuten einen neuen Schweizer Rekord auf und belegte Platz fünf. Zwei Jahre später, bei den U23-Europameisterschaften, holte er mit dem Schweizer Vierer aus Schmid, Thiébaud und Robin Froidevaux erneut Bronze.
2020 wurde Alex Vogel Schweizer Meister der Elite im Omnium. Bei den Bahnradsport-Europameisterschaften 2021 gewann er mit Silber in der Mannschaftsverfolgung die erste Medaille bei internationalen Meisterschaften in der Elite. In der Saison 2021 erzielte Vogel auch seinen ersten Erfolg bei einem Strassenradrennen, als er den Prolog der erstmals ausgetragenen Tour du Pays de Montbéliard gewann.
Vogel wurde vom Schweizer Verband für den olympischen Omnium 2024 nominiert, den er auf dem 11. Platz abschloss.

## Erfolge

### Bahn
2017
- Junioren-Europameisterschaft – Omnium
- Junioren-Europameisterschaft – Mannschaftsverfolgung (mit Scott Quincey, Mauro Schmid und Valère Thiébaud)
- Schweizer Junioren-Meister – Omnium

2019
- U23-Europameisterschaft – Mannschaftsverfolgung (mit Mauro Schmid, Valère Thiébaud und Robin Froidevaux)

2020
- Schweizer Meister – Omnium
- U23-Europameisterschaft – Omnium

2021
- Europameisterschaften – Mannschaftsverfolgung (mit Claudio Imhof, Simon Vitzthum und Valère Thiébaud)

2023
- Schweizer Meister – Ausscheidungsfahren

2024
- Schweizer Meister – Scratch, Einerverfolgung

2025
- Schweizer Meister – Ausscheidungsfahren
- Europameisterschaften – Mannschaftsverfolgung (mit Noah Bögli, Mats Poot und Pascal Tappeiner)

### Strasse
2021
- Prolog Tour du Pays de Montbéliard